# Síndrome de depleción de ADN mitocondrial
Síndrome de Agotamiento de ADN Mitocondrial (MDS -Mitochondrial DNA depletion Syndrome- por sus siglas en inglés), hace referencia a un grupo de enfermedades autosómicas recesivas que causan un significativo desgaste del ADN mitocondrial en los tejidos afectados. Los síntomas pueden manifestarse como miopáticos, hepatopáticos, y/o encefalomiopáticos. Estos síndromes afectan a los tejidos de los músculos, hígado o múscul temprana, aunque algunos afectados han sobrevivido hasta la adolescencia con la variante miopática y algunos han sobrevivido hasta la edad adulta con la variante encefalomiopática, SUCLA2 (succinate-CoA Ligase ADP-forming, subunidad-beta), si coexiste afectación cerebral y muscular Actualmente no existe ningún tratamiento curativo para ninguna de las variantes del MDS, aunque algunos tratamientos preliminares han mostrado una reducción de los síntomas.

## Causas
La variante miopática de MDS manifiesta sus síntomas durante el primer año de vida, y se diagnostica por los altos niveles de la enzima creatina quinasa, que es atípica respecto a otras miopatías mitocondriales. La MDS Miopática está estrechamente relacionada con una serie de mutaciones del gen TK2, donde se aprecia una disminución de la actividad del TK2 de hasta menos del 32% en pacientes diagnosticados con la mutación MDS. Puesto que el gen TK2 juega un papel fundamental en las rutas de recuperación de muchos desoxirribonucleótidos trifosfatados (dNTPs), una menor actividad conduciría a una disminución del ciclo de los nucleótidos. Esta falta de reciclaje de los nucleótidos conlleva a una funcio perniciosa, ya que la mitocondria no puede sintetizar completamente nuevos desoxinucleótidos, y la membrana interna de la mitocondria impide la entrada de los nucleótidos de carga negativa desde el citosol.
La variante encefalomiopática del MDS se caracteriza normalmente por un retraso psicomotor, hipotonía muscular, deficiencias auditivas y convulsiones generalizadas. Una mutación habitual en esta forma de MDS se relaciona con la mutación en el gen SUCLA2, que codifica la subunidad-beta del SCS-A. Esta enzima cataliza la síntesis del succinato y la coenzima A en succinil-CoA, pero también se asocia con  el complejo formado por el nucleósido-difosfato quinasa (NDPK), en el último tramo de las  rutas de recuperación  del Dntp.  Otras variantes de la encefalomiopatía relacionada con el MDS se han asociado a mutaciones del gen RRM2B.
La variante hepatopática del MDS comienza con el desarrollo de síntomas que incluyen hipotonía, hipoglicemia, vómito persistente e incapacidad para el desarrollo durante el primer año de vida. La mutación de tres genes: DGUOK, POLG y MPV17 se han relacionado con el MDS hepatopático. El gen DGUOK codifica la deoxiguanosina quinasa mitocondrial (dGK), que cataliza la fosforilación de los desoxiribonucleótidos en nucleótidos. El gen POLG codifica la subunidad  catalítica pol γA, que forma parte de la polimerasa del ADN mitocondrial. 
También se mencionan como causas las mutaciones del TYMP (thymidine phosphorylase), SUCLG1 (succinate-CoA ligase, alpha sub unit) y del C10orf2 (chromosome 10 open reading frame 2 (TWINKLE)).

## Pronóstico

### Variante miopática (relacionada conTK2)
Habitualmente, la debilidad muscular progresa rápidamente, provocando fallo respiratorio y muerte durante los primeros años de vida. La causa más común de muerte es la infección pulmonar. Solo algunos pacientes han sobrevivido a la infancia y adolescencia.

### Variante encefalomiopática (SUCLA2y relacionada conRRM2B)
Un estudio realizado en 2007 basado en 12 casos de las Islas Feroe (donde existe una relativamente alta incidencia debido al efecto fundador) sugirió que el resultado de letalidad temprana es a menudo escaso. Estudios más recientes (2015) con 50 pacientes afectados de SUCLA2-mtADN DS, dentro de un rango de 16 mutaciones diferentes, muestran una alta variabilidad de resultados, con un número de pacientes que sobreviven hasta la edad adulta (la media de supervivencia fue de 20 años). Existe una significativa evidencia (p = 0.020) de que los pacientes afectados de SUCLA2 con mutaciones sustitutivas, tienen expectativas de vida más largas. Esto podría confirmar la hipótesis de que algunas mutaciones sustitutivas están asociadas con cierta actividad enzimática residual – lo que debería interpretarse con cautela dado el pequeño número de pacientes y la falta de evidencia directa experimental de actividad residual.
Se han reportado mutaciones del gen RRM2B en 16 infantes con la variante de encefalomiopatía severa del MDS, que están asociadas con el inicio temprano (neonatal o infantil), presentación multiorgánica y mortalidad durante la infancia.

### Variante hepatopática (DGUOK,POLG, yrelacionado con MPV17)
La disfunción hepática es progresiva en la mayoría de los individuos con variantes del MDS relacionado con el gen DGUOK, y es la causa más común de muerte. Para los infantes con la variante multiorgánica, el trasplante de hígado no aporta beneficio respecta a la supervivencia.
La enfermedad hepática evoluciona normalmente hacia el fallo hepático en los infantes afectados con MDS relacionado con el MPV17, y el trasplante de hígado sigue siendo la única opción terapéutica para el fallo hepático. Aproximadamente la mitad de los infantes afectados analizados no tuvieron un trasplante y fallecieron debido al progresivo fallo hepático – la mayoría durante la infancia y niñez temprana. Solo algunos infantes pudieron sobrevivir sin el trasplante de hígado.

## Casos Famosos
Charlie Gard case